# Yugoslavia en los Juegos Olímpicos de Albertville 1992
Yugoslavia estuvo representada en los Juegos Olímpicos de Albertville 1992 por un total de 25 deportistas que compitieron en 6 deportes.  
El equipo olímpico yugoslavo no obtuvo ninguna medalla en estos Juegos.